# Korgole
Korgole – część wsi Janczyce w Polsce, położona w województwie świętokrzyskim, w powiecie opatowskim, w  gminie Baćkowice.
W latach 1975–1998 Korgole administracyjnie należały do województwa tarnobrzeskiego.